# Alexis van Nassau-Corroy

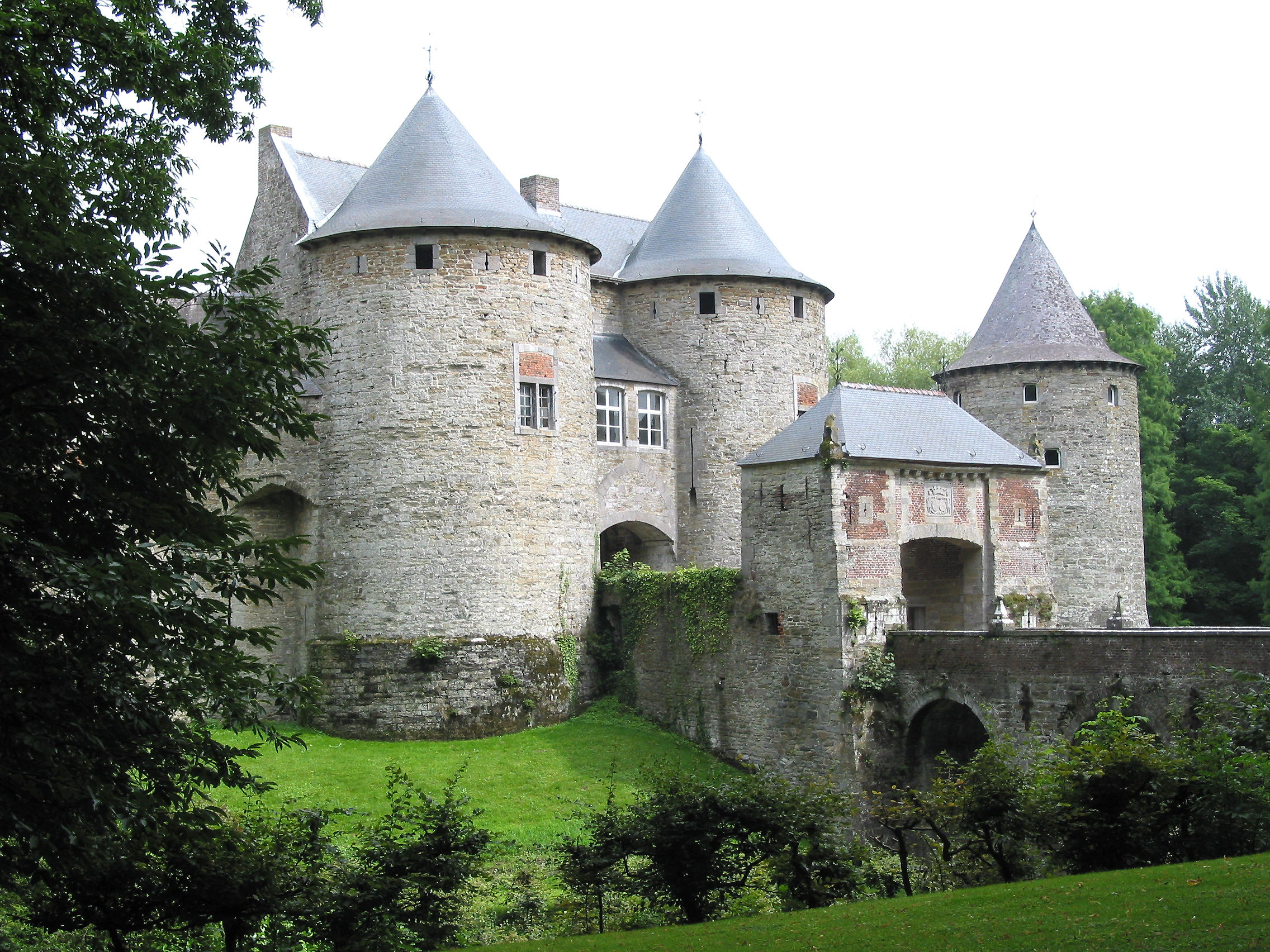
Kasteel van Corroy-le-Château

Alexis (soms ook Alexius) van Nassau-Corroy heer van Corroy (tussen 1506 en 1511 - Corroy-le-Château, 28 september 1550) was een later gewettigde bastaardzoon van Hendrik III van Nassau-Breda.

## Jeugd
Alexis werd geboren als zoon van Hendrik III van Nassau-Breda en Elisabeth Claire van Rosenbach. Zijn moeder was de dochter van de gouverneur van het kasteel van Vianden, dat sinds 1417 in het bezit van de Nassaus was. Hoewel Hendrik en Elisabeth jarenlang een relatie hadden, trouwden ze niet. Elisabeth was van lage adel en Hendrik sloot om politieke en financiële redenen huwelijken met vrouwen van een rijke en invloedrijke adellijke families. Elisabeth kreeg echter later ook nog een dochter met Hendrik: Elisabeth.
Alexis werd samen met zijn zus Elisabeth en hun halfbroer René van Chalon door Elisabeth aan het hof in Breda opgevoed (de moeder van René, Claudia van Chalon overleed in 1521, 3 jaar na de geboorte van René).

## Functies
Alexis' vader, Hendrik had een goede band met keizer Karel V. Hierdoor kreeg Alexis de mogelijkheid om page en later kamerheer van Karel V te worden. Hij werd bovendien gouverneur van Mezières. Toen zijn broer René in 1540 met Anna van Lotharingen trouwde, schonk hij Alexis de heerlijkheid Corroy-le-Château en Frasne en Chènemont.

## Huwelijk en gezin
René, inmiddels Stadhouder van Holland, Zeeland en Utrecht, arrangeert een huwelijk tussen Alexis en Wilhelmina van Bronckhorst (1526-1601), de dochter van Andries van Bronckhorst, een invloedrijke edelman. Het huwelijk werd op 19 maart 1542 voltrokken. Het paar vestigde zich in Corroy, maar nadat de Gelderse krijgsheer Maarten van Rossum in 1522 Corroy overviel en plunderde, trok het paar naar Breda en vestigde zich in een huis dat Wilhelmina's vader voor hun kocht.
Met Wilhelmina kreeg hij drie kinderen:
- René van Nassau-Corroy (Brielle, 1 augustus 1545 - 4 maart 1612), militair, onderbevelhebber van Alexander Farnese, hertog van Parma. Hij trouwde in 1575 met Catherine de Namur (van Namen). Zij krijgen 6 dochters en 1 zoon.
- Geertruida van Nassau-Corroy (1546 - ca. 1597), stierf ongehuwd.
- Andrea van Nassau-Corroy (28 februari 1548 - 7 september 1622) trouwde in 1587 met Denis van Marbais heer van Leuze, Louverval en Dampierre (overleden in 1614).

Alexis had ook nog een bastaardzoon, "Philippe Corou", bij een verder onbekend gebleven vrouw.
In 1545, een jaar na de dood van zijn halfbroer René, werd Alexis door keizer Karel gewettigd. Vijf jaar later stierf hij.
Wilhelmina voedde na het overlijden van Alexis alle vier de kinderen op. Zij hertrouwde nog twee keer, in 1554 met Jean de Lannoy (overleden 9 november 1557) en in 1560 met Jan van Casembroot, een Zuid-Nederlandse edelman die tijdens de Tachtigjarige Oorlog deelnam aan het Eedverbond der Edelen en daarom door de hertog van Alva ter dood werd veroordeeld en op 14 september 1568 in Vilvoorde werd onthoofd.

## Nassau-Corroy
Alexis is de stamvader van het geslacht Nassau-Corroy. Het geslacht stierf in 1832 met het overlijden van Amalie Constance Marie van Nassau-Corroy uit, maar nazaten van hem, de markiezen van Trazegnies (afstammelingen van Amelie Constanze en haar echtgenoot markies Gillion de Trazegnies d'Ittre) bezitten het kasteel te Corroy-le-Château nu nog steeds.